# Paweł Borowski
Paweł Borowski (ur. 14 marca 1973 w Warszawie) – polski reżyser i scenarzysta filmów fabularnych i animowanych oraz malarz. Jest synem Elżbiety Gaudasińskiej-Borowskiej
Absolwent Akademii Sztuk Pięknych w Warszawie – kierunki malarstwo i film animowany (1997). Wystawiał indywidualnie swoje obrazy w Centrum Sztuki Współczesnej i w Zachęcie. W 2000 zrealizował swój pierwszy film animowany, a w 2009 pierwszy film fabularny. Członek Polskiej Akademii Filmowej oraz Europejskiej Akademii Filmowej.

## Filmografia

### Filmy animowane
- Love Gamestation, 2000
- Kocham Cię, 2003

### Filmy fabularne
- Zero, 2009
- Ja teraz kłamię, 2019

## Wybrane nagrody i wyróżnienia
- 2010 Złote Grono na 39. Lubuskim Lecie Filmowym w Łagowie za film Zero
- 2010 Nominacja do Polskiej Nagrody Filmowej w kategorii „Odkrycie roku” za film Zero
- 2010 Nagroda Specjalna Jury Tarnowskiej Nagrody Filmowej za debiut filmowy (Zero)